# Giovanni da Triora
Giovanni da Molini di Triora, al secolo Francesco Maria Lantrua (Molini, 15 marzo 1760 – Changsha, 7 febbraio 1816), è stato un presbitero e missionario italiano, venerato come santo dalla Chiesa cattolica.
Nasce da Antonio Maria Lantrua e Maria Pasqua Ferraironi. Fattosi frate dell'Ordine dei Frati Minori con il nome di Giovanni, diviene sacerdote. Missionario in Cina, morì martire nella città di Changsha: dopo essere stato torturato viene strangolato.

## Biografia

### Gli inizi
Frequenta le scuole dei Barnabiti a Porto Maurizio e qui sente la prima vocazione. Con fatica ottiene il permesso di recarsi a Roma dove ad accoglierlo trova un altro ligure, Luigi da Porto Maurizio, provinciale dei francescani. Il 9 marzo 1777 indossa il saio e inizia l'anno di prova con il nome di frate Giovanni. Riceve l'ordine sacro nel 1784 e diventa insegnante di Teologia a Tivoli e Tarquinia. Successivamente gli viene assegnata la responsabilità di Guardiano dei conventi di Tarquinia, Velletri e Montecelio.

### La missione in Cina
Nel 1799 lascia Roma e viene inviato in missione in Cina, dopo 8 mesi di viaggio arriva a Macao e dopo un periodo di formazione nel quale fa propria la cultura cinese, impara il cinese e veste da cinese, incomincia la sua opera di evangelizzazione nella provincia dello Hunan; la missione procede in relativa quiete fino al 1815, quando viene denunciato al Mandarino perché la sua attività è considerata sovversiva. Il 26 luglio 1815, dopo aver celebrato la sua ultima Messa, viene arrestato assieme ad altri fedeli cinesi, torturato per fargli rinnegare la propria fede e tenuto in carcere.
Il 7 febbraio 1816 viene condotto al patibolo, prima di essere giustiziato si fa il segno della croce e s'inchina profondamente al modo dei cattolici cinesi per cinque volte, a significare il ringraziamento alla Santa Trinità per la "creazione", la "redenzione", la "vocazione alla fede", la "grazia dei sacramenti" e per le "grazie ricevute".
Viene legato ad una croce e viene ucciso per strangolamento con una corda attorno al collo. Il corpo viene trasportato e sepolto nella Cattedrale di San Paolo a Macao e successivamente a Roma nella Basilica di Santa Maria in Ara Coeli, dove si trova tuttora.

## Culto
Il 27 maggio dell'Anno Santo del 1900 fu dichiarato Beato da Papa Leone XIII e il 1º ottobre dell'Anno Santo del Grande Giubileo del 2000 canonizzato da Papa Giovanni Paolo II insieme con gli altri 119 martiri cinesi.